# Cassolnovo
Cassolnovo är en ort och kommun i provinsen Pavia i regionen Lombardiet i Italien. Kommunen hade 6 934 invånare (2018).